# Infantry Brigade Combat Team

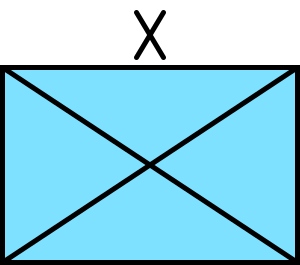
Taktisches Zeichen eines Infantry Brigade Combat Team

Ein Infantry Brigade Combat Team (IBCT) ist eine Infanteriebrigade (Brigade Combat Team) und ein Großverband der US Army. Dieses neue Einheitenkonzept wurde in der Heeresreform der Army erstmals 1997 postuliert. Ein IBCT entspricht einer modularen Infanteriebrigade, die auch über sämtliche Kampfmittel anderer Waffengattungen, wie Aufklärung, Artillerie und Pioniere verfügt.

## Geschichte
Die Umsetzung dieses neuen Brigadekonzeptes seit 1997 sollte eigentlich bis 2005 abgeschlossen werden, dies dauerte jedoch länger. Das übliche Bewilligungsprozedere sowie die in der Zeit geführten militärischen Konflikte führten zu Verzögerungen in der Beschaffung. Es führte und führt nicht nur zu einer Standardisierung der einzelnen Kampfbrigaden innerhalb der Divisionen, sondern auch zu einer Verringerung von „Reibungsverlusten“ in der Kommandostruktur und im Informationsfluss zwischen den einzelnen Waffengattungen innerhalb des militärischen Großverbandes. Durch die Verschlankung der Nachrichtenwege, beispielsweise durch eigene Aufklärungs- und Feuerunterstützungselemente innerhalb der Brigade, wurden die Zielfindung und die Kampfkraft optimiert, so dass auch Teile der Unterstützungselemente eingespart werden konnten. Die einzige Kampfunterstützung, die die Division von außen noch benötigt, ist die der Air Force oder der US Navy.

## Organisation

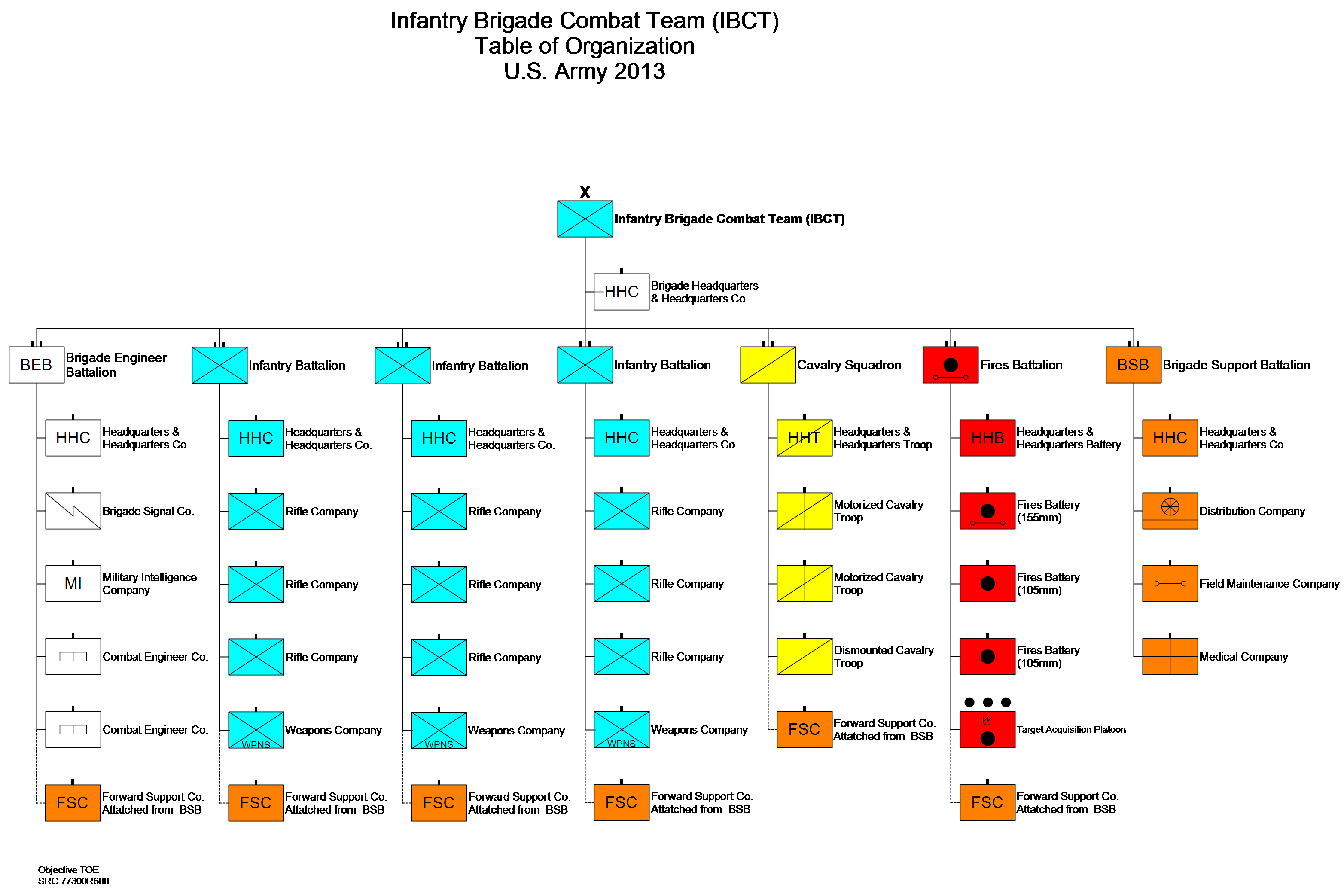
Struktur eines IBCT

Ein IBCT ist integraler Bestandteil entweder einer Panzer- oder aber auch einer Infanteriedivision der Army. Die Trennung in verschiedene Divisionstypen (Panzer, Panzergrenadier und Infanterie) wird infolge der Umsetzung der Heeresreform bis 2009 de facto aufgehoben werden und besteht dann nur noch aus Traditionsgründen namentlich. So wird jede US-Division mindestens drei Kampfbrigaden (Brigade Combat Teams), eine Heeresfliegerbrigade (Aviation Brigade), eine Artilleriebrigade (Fires Brigade) und eine Unterstützungsbrigade (support brigade) haben.
Gleichzeitig wird durch dieses neue Konzept eine Standardisierung der Infanteriebrigaden erreicht. Jedes IBCT, egal welcher Division, wird den gleichen Aufbau, die gleiche Ausrüstung und die gleiche Kampfkraft haben. Ähnliches gilt für die beiden anderen Typen von US-Kampfbrigaden, dem Heavy Brigade Combat Team (HBCT) und dem Stryker Brigade Combat Team (SBCT).
Die Truppenstärke des Teams besteht seit 2014 aus rund 4400 Soldaten. Es verfügt über vier Kampfbataillone, bestehend aus drei Infanterie- und einem Aufklärungsbataillon sowie drei Unterstützungsbataillone, nämlich ein Artilleriebataillon (Fires Battalion), ein Brigadespezialtruppen-Bataillon (Brigade Special Troops Battalion) und ein Logistikbataillon (Support Battalion). Die unterschiedlichen Infanteriegattungen der US Army, wie Leichte (light infantry), Luftsturm- (air assault) und Luftlandeinfanterie (airborne), haben alle die gleiche Zusammensetzung. 
Zusammensetzung
- Brigade Special Troops Battalion (Brigadestab), bestehend aus der Stabskompanie, einer Pionierkompanie, einer Kompanie Heeresnachrichtendienst, einer Fernmeldekompanie, einem Zug Militärpolizei und einem Hauptquartiersicherungszug.
- Reconnaissance, surveillance, and target acquisition squadron (RSTA) (Aufklärungsbataillon für Aufklärung, Gefechtsfeldüberwachung und Zielfindung), bestehend aus zwei motorisierten Aufklärungskompanien mit HMMWVs mit LRAS-Ausrüstung, einer Spähkompanie und einem Unterstützungszug mit Sensoren.
- Drei Infantry Battalions (Infanteriebataillone bestehend aus drei Infanteriekompanien und einer Kampfunterstützungskompanie mit einem Mörser-, Aufklärungs- und drei motorisierten Panzerabwehrzügen sowie einer Scharfschützengruppe).
- Fires Battalion (Artilleriebataillon) bestehend aus zwei 155-mm-Haubitzen-Batterien, einem Feuerleitzug und einem Zielaufklärungszug.
- Support Battalion (Logistikbataillon) mit drei Nachschub-, einer Instandsetzungs-, einer Transport- und einer Sanitätskompanie.